# Соколов, Валерий Сергеевич
Валерий Сергеевич Соколов (30 сентября 1940, Ворошилов — 14 ноября 2021, Минск) — советский военачальник, начальник штаба — первый заместитель командующего войсками Белорусского военного округа (1983—1988), начальник штаба — первый заместитель главнокомандующего войсками Западного направления (1988—1991), генерал-полковник.

## Биография
Родился 30 сентября 1940 года в городе Ворошилове (ныне — Уссурийск) Приморского края в семье офицера Красной Армии Сергея Леонидовича Соколова (1911—2012) — будущего Маршала Советского Союза, Министра обороны СССР (в 1984—1987 годах) и его супруги Марии Самойловны Соколовой (1920—2012).
Начало Великой Отечественной войны 22 июня 1941 года застало жену комбата Соколова Марию Самойловну с восьмимесячным сыном Валерием в городе Чугуеве Харьковской области Украинской ССР. События развивались стремительно, немцы форсировали Днепр, началась эвакуация. С последней полуторкой Соколовы бежали с украинской земли.
До 1943 года мать с ребёнком скиталась по территории Советского Союза, пока Мария Самойловна не решила поехать к мужу на Карельский фронт, где Валерий и находился с матерью и отцом до окончания войны. В дальнейшем проживал по местам прохождения службы отца.
В 1958 году окончил 10 классов средней школы Группы советских войск в Германии (ГСВГ) и поступил в Киевское танко-техническое училище, по окончании которого в 1961 году был распределён в Научно-испытательный автобронетанковый полигон в посёлке городского типа (ныне — город) Кубинка Московской области, где прослужил два года, занимая должности техника роты полка обслуживания и старшего техника-испытателя полигона. В 1963 году поступил в Военную академию бронетанковых войск в Москве, по окончании которой в 1968 году был назначен на должность командира танкового батальона.
В 1970—1974 годах занимал должности заместителя командира полка, командира полка, заместителя командира дивизии в составе ГСВГ. В 1974—1976 годах — командир 128-й гвардейской мотострелковой дивизии 38-й общевойсковой армии Прикарпатского военного округа (штаб дивизии — в городе Мукачево Закарпатской области УССР). В возрасте 34 лет получил воинское звание генерал-майора. В 1978 году окончил Военную академию Генерального штаба Вооружённых Сил (ВАГШ) СССР имени К. Е. Ворошилова (ныне — Военная академия Генерального штаба Вооружённых Сил Российской Федерации).
В 1978—1981 годах начальник штаба — первый заместитель командующего, а с января 1981 по декабрь 1983 года — командующий 6-й гвардейской танковой армией Киевского военного округа (штаб армии — в городе Днепропетровск, ныне Днепр).
С декабря 1983 по август 1988 года начальник штаба — первый заместитель командующего войсками Белорусского военного округа (БВО) в городе Минск.
С августа 1988 по декабрь 1991 года начальник штаба — первый заместитель главнокомандующего войсками Западного направления в городе Легница (Польша), а с 1991 года — в городе Смоленске.
Созданное в 1984 году главное командование войск Западного направления являлось самой мощной стратегической группировкой и объединяло Западную, Центральную и Северную группы войск, Белорусский и Прикарпатский военные округа. В оперативном подчинении главного командования находились Балтийский флот, воздушная армия ВГК и 2-я отдельная армия ПВО. Войска главного командования насчитывали 5 танковых и 6 общевойсковых армий, армейский корпус, а также 5 воздушных армий.
В январе 1992 года в связи с сокращением Вооружённых Сил зачислен в распоряжение командующего войсками БВО, который в том же году был расформирован.
С 1994 года генерал-полковник В. С. Соколов — в отставке (по болезни).
Проживал в Минске. С 1995 года преподавал оперативное искусство слушателям командно-штабного факультета Военной академии Республики Беларусь.
Доцент, почётный член Академии военных наук.
По состоянию на 2011 год разработал более 20 учебных и учебно-методических пособий, принимал участие в 5 научно-исследовательских работах, написал 11 научных статей.
Скончался 14 ноября 2021 года в Минске.

## Воинские звания
- генерал-майор (25.04.1975);
- генерал-лейтенант (30.10.1981);
- генерал-полковник (01.11.1989).

## Награды
- 2 ордена Красной Звезды;
- орден «За службу Родине в Вооружённых Силах СССР» 2-й степени;
- орден «За службу Родине в Вооружённых Силах СССР» 3-й степени;
- медали СССР;
- иностранные ордена и медали.

## Семья
- Жена — Алла Леонидовна Соколова.
  - Сын — Сергей Валерьевич Соколов, военнослужащий, подполковник.
  - Дочь — Елена Валерьевна (до замужества — Соколова), врач.
- Брат — Владимир Сергеевич Соколов (род. 21 января 1947) — генерал-полковник в отставке.